# Eleonora Rossi Drago
Palmira Omiccioli, más conocida como Eleonora Rossi Drago (Quinto al Mare, Génova, 23 de septiembre de 1925-Palermo, 2 de diciembre de 2007) fue una actriz italiana.
En 1947 se presentó al concurso de belleza Miss Italia, pero fue descalificada porque era una mujer casada y madre, lo cual incumplía las normas del certamen. En él participaron otras cuatro futuras actrices: Gianna Maria Canale, Gina Lollobrigida, Silvana Mangano y Lucia Bosè, quien resultó ganadora. En el mismo año, la joven Eleonora debutó en el cine con un papel en I pirati di Capri.
Fue la protagonista de la película de Michelangelo Antonioni Las amigas. Trabajó con Massimo Girotti y Giulietta Masina en Persiane chiuse (1950) de Luigi Comencini, con Marcello Mastroianni en Sensualità, y con Pietro Germi y Claudia Cardinale en Un maledetto imbroglio. En 1961 coincidió con Francisco Rabal en Tiro al piccione. 
En 1960, por su interpretación en la película de Valerio Zurlini Estate violenta (Verano violento) ganó el premio a la mejor actriz del Festival Internacional de Cine de Mar del Plata, así como el premio de la Academia italiana. 
Su último papel en una película de máximo nivel, fue como esposa de Lot en la superproducción de Dino de Laurentiis La Biblia (1966), dirigida por John Huston con un plantel de estrellas: Richard Harris, Ava Gardner, Peter O'Toole, George C. Scott, Franco Nero... 

## Filmografía parcial
- De los Apeninos a los Andes (1960)